# Rudiosmylus ningchengensis
Rudiosmylus ningchengensis là một loài côn trùng trong họ Osmylidae thuộc bộ Neuroptera. Loài này được Ren & Yin miêu tả năm 2003.